# ألفية 5 ق.م

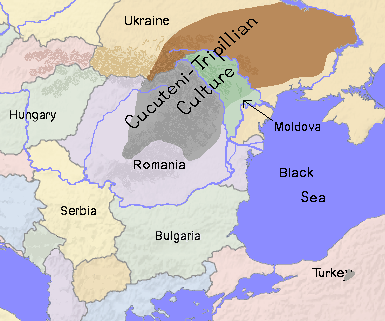
ثقافة الكوكوتيني

شهدت الألفية الخامسة قبل الميلاد انتشار الزراعة من الشرق الأدنى إلى جميع أنحاء أوروبا الجنوبية والوسطى.
الثقافات الحضرية في بلاد ما بين النهرين والأناضول تزدهر، ووضع عجلة القيادة. الحلي النحاسية تصبح أكثر شيوعاً .
تنتشر تربية الحيوان في جميع أنحاء أوراسيا ، وتصل إلى الصين. عدد سكان العالم يزداد قليلا خلال هذه الألفية ويصل ربما إلى 5-7 مليون نسمة.

## ثقافات
- مصر قبل الأسرات.

## أحداث
- منذ عام 5000-2000 قبل الميلاد : فترة العصر الحجري الحديث في الصين.